# Joëlle Kauffmann
Pour les articles homonymes, voir Brunerie et Kauffmann.
Joëlle Kauffmann, née Joëlle Brunerie le 3 janvier 1943 à Toulouse, est une gynécologue et militante féministe française. Elle a milité au sein du Groupe Information Santé (GIS) pour la libéralisation de l'avortement avec Annie Bureau puis au Mouvement pour la liberté de l'avortement et la contraception (MLAC). 

## Biographie

### Famille
Pendant la Seconde Guerre mondiale, les parents de Joëlle Kauffmann sont résistants gaullistes, ils lui inculquent donc leurs valeurs, dans un milieu catholique. Son père, issu d'une famille modeste, est architecte et sa mère reste au foyer pour élever Joëlle et ses cinq frères et sœurs. Joëlle Yvonne Marie Brunerie naît le 3 janvier 1943 à l'hôpital Purpan de Toulouse, en Haute-Garonne. Elle épouse Jean-Paul Kauffmann en 1973, elle donne naissance à Grégoire Kauffmann la même année et, deux ans plus tard, à Alexandre Kauffmann son second fils.

### Études
Elles fait ses études chez les Ursulines dans le but de recevoir une « bonne éducation ». Après avoir obtenu son baccalauréat à l'âge de seize ans, soutenue par ses parents, elle poursuit ses études à la faculté de médecine de Nantes, puis se spécialise en gynécologie médicale à Paris. Elle fait son internat à l'hôpital Beaujon à Paris.

### Engagement
Au moment de la Guerre d'Algérie, elle s’intéresse à la politique et entre à l'UNEF où elle milite dans la « mino » de gauche. Dans le même temps, elle découvre les avortements réalisés illégalement dans les services d'urgence et doit elle-même se faire avorter clandestinement dans la honte et le secret à Paris. Elle tient une consultation de Planning familial à Paris à la MNEF, destinée aux étudiantes. Elle y rencontre le docteur Pierre Jouannet, maoïste, qui devient un compagnon de lutte. 
Elle est un membre actif du Groupe information santé (GIS) qui prône une révolution dans la médecine pour repenser les rapports de pouvoir entre médecins et patients. Le groupe défend le médecin Jean Carpentier, radié de la profession pendant un an après avoir rédigé en 1971 le tract « Apprenons à faire l'amour ». Féministe, elle fait le lien entre le Mouvement de libération des femmes (MLF) et les médecins d'extrême gauche. 
En 1972, elle entend parler, par l'intermédiaire de la journaliste Kenizé Mourad, de Harvey Karman et de sa méthode d'avortement par aspiration, pratiquée dans les huit premières semaines de la grossesse, sans anesthésie. Après une démonstration de cette méthode organisée dans l'appartement de Delphine Seyrig à Paris, elle commence avec d'autres médecins du GIS à la pratiquer illégalement car elle préfère militer sur le terrain tout en reconnaissant le caractère éphémère de la démarche mais en comptant sur le soutien de personnalités comme celles qui constituent l'Association nationale d'étude de l'avortement (ANEA) dirigée par Raoul Palmer, son « patron de thèse ».
Le 3 février 1973, elle est cosignataire du manifeste des 331, qui fait suite à celui des 343. La même année, elle cofonde le Mouvement pour la liberté de l'avortement et de la contraception (MLAC).
Après la légalisation de l'IVG en 1975, elle est responsable du centre de planification familiale de l'hôpital Antoine-Béclère à Clamart.
Elle a été vice-présidente de la Ligue des droits de l'homme (LDH)[Quand ?].
Alors que son mari, en 1985, est pris en otage au Liban, elle agit pour sa libération, notamment en amarrant une péniche près du siège de L'Événement du jeudi où elle installe un comité de soutien, en faisant le siège des autorités (ministères, présidence de la République) et en négociant auprès des ravisseurs à Beyrouth. Il est libéré — largement grâce à sa mobilisation — en mai 1988,.
En 1989, elle est chargée par le ministre de la Culture Jack Lang d'une mission sur le syndrome d'immunodéficience acquise (SIDA).

## Ouvrages
- Avec Miguel Benasayag et François Dagognet, Le Pouvoir médical et la Mort, Paris, Ellipses, coll. « Vous avez dit santé ? », 1997 (réimpr. 2001), 157 p. (ISBN 2-7298-5777-X, BNF 36983035)

## Décorations
- Grand-croix de la Légion d'honneur (2024)[13]. Elle est faite chevalier de l'ordre le 18 mars 1992, puis est promue officier le 19 avril 2000[14], et enfin commandeur par décret du 30 décembre 2011[15], avant d'être élevée à la dignité de grand officier le 14 juillet 2018[16]